# NGC 1934
NGC 1934 (còn được gọi là ESO 56-SC109) là một tinh vân phát xạ nằm trong chòm sao Kiếm Ngư và một phần của Đám mây Magellan Lớn. Nó được phát hiện bởi John Herschel vào ngày 23 tháng 11 năm 1834. Cấp sao biểu kiến của nó là 10,50.